# Слободенюк Пилип Аркадійович
Пили́п Арка́дійович Слободеню́к (1961—2014) — старший лейтенант Збройних сил України, учасник російсько-української війни.

## Короткий життєпис
Пилип закінчив навчання в Житомирському сільськогосподарському політехнікум. 1980—1982 рр. пройшов строкову службу в Німецькій Демократичній Республіці, Військово-Повітряні сили (НДР ВВС) В/Ч 66555 в Мальвинкелі. Звільнився старшим лейтенантом. Нагороджений 24 вересня 1982 року нагрудним знаком «Воїн-спортсмен» I ступеня.
Пилип працював на цегельному заводі, потім начальником ЦОКу ВО «Західкварцсамоцвіти». Після політичної й економічної кризи та розпаду союзної держави, підприємство теж перестало працювати, та й інші підприємства району. Пилип займався рієлторською діяльністю в м. Києві.

## Революція гідності
У часі Революції гідності був командиром 3 взводу 8-ї сотні Майдану Української спілки ветеранів Афганістану на Євромайдані. Коли події на сході України стали загрожувати, незалежності, суверенітету та територіальної цілісності України під час першої хвилі мобілізації на початку травня Пилип звернувся до військкомату за місцем проживання, але йому відмовили, оскільки 53 роки — непризовний вік. Біля Українського Дому в м. Києві формувався добровольчий батальйон «Айдар». Підтримкою бійців — афганців: « Пилип — наш командир. Куди він піде, туди і ми» рушили в зону АТО на схід України.

## Боротьба з російським агресором
З 11 травня по 14 серпня 2014 року старший лейтенант Пилип Слободенюк був на посаді командира 1-ї штурмової роти 24-го батальйону територіальної оборони «Айдар» В2950 (колишнє найменування військова частина — польова пошта В0624). Рота складалася з воїнів-афганців і назву мала «афганська» або ще її називали «філіппінці».
Пилип завжди був першим, не ховався за спинами товаришів, служив зразком мужності і сміливості для інших. Він користувався авторитетом серед людей та громадських активістів. На його ім'я приходила вагома допомога для бійців. Був не байдужий до горя місцевих жителів, які перебували у зоні Антитерористичної операції здійснював видачу гуманітарної допомоги (ліків, продуктів харчування). Йому військовослужбовці вірили і були переконані, що він справжній надійний командир і патріот України. Організовував волонтерів на допомогу медичних препаратів в госпіталь для солдат. Разом з бойовими товаришами їздив до військкоматів перевіряв та контролював за процесом оформлення та проходження медичної комісії.
Брав безпосередню участь та керував в розвідувальних та штурмових бойових операціях в зоні АТО. Чудовий тактик, за час травня по серпень 2014 року брав участь зі своєю ротою в бойових діях з визволення міст і селищ: Сєвєродонецьк, Щастя, Металіст, Стукалова Балка, Олександрівськ, Георгіївка, Лутугине, Успенка, Красний Яр, Вергункий Роз'їзд, Луганський аеропорт, Хрящувате. 14 серпня 2014-го, старший лейтенант Слободенюк Пилип, командир 1 роти охорони, загинув у ході виконання бойового завдання з визволення населеного пункту Хрящувате Луганської області від незаконних збройних формувань із трьома військовослужбовцями — Колотвін Олександр Вікторович, Дібрівний Дмитро Олександрович, Качур Іван Іванович та військовослужбовцями 80-ї окремої аеромобільної бригади. На український підрозділ наступало 8 танків терористів, 2 з них було підбито — перший танк підбив Ігор Філіпчук, решта відійшли в сторону. Командир батальйону та заступник були поранені. Володимир Зюзь при відході основної групи лишився прикривати. Після того терористи здійснили залп із «Граду».
Похований 18 серпня 2014-го в Хорошеві Житомирської області.

## Нагороди
За особисту мужність і героїзм, виявлені у захисті державного суверенітету та територіальної цілісності України, вірність військовій присязі під час російсько-української війни
- нагороджений орденом Богдана Хмельницького III ступеня (26.02.2015 року) посмертно.

- нагороджений медаллю «За жертовність і любов до України» посмертно.

За вірність присязі
- нагороджений орденом (03.04.2015 року) посмертно.

За оборону рідної держави
- нагороджений медаллю (29.08.2015 року) посмертно.

За оборону Луганського аеропорту
- нагороджений нагрудним знаком (30.05.2016 року) посмертно.

## Вшанування
- Його портрет розміщений на меморіалі «Стіна пам'яті полеглих за Україну» в Києві: секція 2, ряд 6, місце 40.
- Вшановується 14 серпня на щоденному ранковому церемоніалі вшанування українських захисників, які загинули цього дня у різні роки внаслідок російської збройної агресії[2].